# Andrea Aureli
Andrea Aureli (Terni, 5 marzo 1923 – Roma, 5 novembre 2007) è stato un attore italiano.

## Biografia
Dopo aver trascorso l'infanzia ed aver conseguito la maturità classica nella sua città natale, nel 1947 ottenne il diploma nel Centro sperimentale di cinematografia di Roma. Cominciò a recitare nei film dalla seconda metà degli anni cinquanta. Negli anni sessanta assunse lo pseudonimo di Andrew Ray. Partecipò ad ogni genere di film, recitando spesso nel ruolo di antagonista e lavorando con registi quali Mario Camerini (Ulisse), Nanni Loy (Detenuto in attesa di giudizio), Flavio Mogherini (Culastrisce nobile veneziano), Lino Del Fra (Antonio Gramsci - I giorni del carcere) e Carlo Verdone (Bianco, rosso e Verdone e I due carabinieri). Negli anni novanta terminò la sua carriera di attore: la sua ultima apparizione cinematografica risale al 1995 nel film Celluloide di Carlo Lizzani, in cui egli ebbe un piccolo ruolo. Morì il 5 novembre 2007, all'età di 84 anni.

## Filmografia parziale

### Cinema
- Addio, figlio mio!, regia di Giuseppe Guarino (1953)
- Ulisse, regia di Mario Camerini (1954)
- Tua per la vita, regia di Sergio Grieco (1955)
- Giovanni dalle Bande Nere, regia di Sergio Grieco (1956)
- Serenata a Maria, regia di Luigi Capuano (1957)
- Avventura a Capri, regia di Giuseppe Lipartiti (1958)
- Afrodite, dea dell'amore, regia di Mario Bonnard (1958)
- Il pirata dello sparviero nero, regia di Sergio Grieco (1958)
- I cavalieri del diavolo, regia di Siro Marcellini (1959)
- Le legioni di Cleopatra, regia di Vittorio Cottafavi (1959)
- La Venere dei pirati, regia di Mario Costa (1960)
- L'ultimo dei Vikinghi, regia di Giacomo Gentilomo (1961)
- Orazi e Curiazi, regia di Ferdinando Baldi (1961)
- La tigre dei sette mari, regia di Luigi Capuano (1962)
- Ursus gladiatore ribelle, regia di Domenico Paolella (1962)
- L'eroe di Babilonia, regia di Siro Marcellini (1963)
- I quattro moschettieri, regia di Carlo Ludovico Bragaglia (1963)
- Sansone contro il corsaro nero, regia di Luigi Capuano (1964)
- Tre dollari di piombo, regia di Pino Mercanti (1964)
- Le pistole non discutono, regia di Mario Caiano (1964)
- Superseven chiama Cairo, regia di Umberto Lenzi (1965)
- Il vendicatore dei Mayas, regia di Guido Malatesta (1965)
- Golia alla conquista di Bagdad, regia di Domenico Paolella (1965)
- L'avventuriero della Tortuga, regia di Luigi Capuano (1965)
- La rivincita di Ivanhoe, regia di Tanio Boccia (1965)
- 100.000 dollari per Lassiter, regia di Joaquín Luis Romero Marchent (1966)
- Missione apocalisse, regia di Guido Malatesta (1966)
- Come rubare un quintale di diamanti in Russia, regia di Guido Malatesta (1967)
- L'assassino ha le ore contate (Coplan sauve sa peau), regia di Yves Boisset (1968)
- Samoa, regina della giungla, regia di Guido Malatesta (1968)
- Il figlio di Aquila Nera, regia di Guido Malatesta (1968)
- Ehi amico... c'è Sabata. Hai chiuso!, regia di Gianfranco Parolini (1969)
- La belva, regia di Mario Costa (1970)
- Ciakmull - L'uomo della vendetta, regia di Enzo Barboni (1970)
- Detenuto in attesa di giudizio, regia di Nanni Loy (1971)
- Lady Frankenstein, regia di Mel Welles (1971)
- Non si sevizia un paperino, regia di Lucio Fulci (1972)
- Boccaccio, regia di Bruno Corbucci (1972)
- Il mio nome è Shangai Joe, regia di Mario Caiano (1973)
- Il boss, regia di Fernando Di Leo (1973)
- Number One, regia di Gianni Buffardi (1973)
- Mussolini ultimo atto, regia di Carlo Lizzani (1974)
- Quella età maliziosa, regia di Silvio Amadio (1975)
- Mark colpisce ancora, regia di Stelvio Massi (1976)
- Culastrisce nobile veneziano, regia di Flavio Mogherini (1976)
- L'amantide, regia di Amasi Damiani (1976)
- Italia a mano armata, regia di Marino Girolami (1976)
- Squadra antitruffa, regia di Bruno Corbucci (1977)
- Fate la nanna coscine di pollo, regia di Amasi Damiani (1977)
- Per amore di Poppea, regia di Mariano Laurenti (1977)
- Maschio, femmina, fiore, frutto, regia di Ruggero Miti (1979)
- Assassinio sul Tevere, regia di Bruno Corbucci (1979)
- Il medium, regia di Silvio Amadio (1980)
- La locanda della maladolescenza, regia di Marco Sole (1980)
- Delitto a Porta Romana, regia di Bruno Corbucci (1980)
- L'altro inferno, regia di Bruno Mattei (1981)
- Bianco, rosso e Verdone, regia di Carlo Verdone (1981)
- Difendimi dalla notte, regia Claudio Fragasso (1981)
- Il carabiniere, regia di Silvio Amadio (1981)
- Gocce d'amore, regia di Giovanni Leacche (1981)
- Delitto sull'autostrada, regia di Bruno Corbucci (1982)
- Il conte Tacchia, regia di Sergio Corbucci (1982)
- Il diavolo e l'acquasanta, regia di Bruno Corbucci (1983)
- Il petomane, regia di Pasquale Festa Campanile (1983)
- I due carabinieri, regia di Carlo Verdone (1984)
- L'uomo della guerra possibile (Una notte di pioggia),regia di Romeo Costantini (1986)
- Paprika, regia di Tinto Brass (1991)

### Televisione
- I fratelli Karamazov, regia di Sandro Bolchi – miniserie TV (1969)
- Ritratto di donna velata, regia di Flaminio Bollini – miniserie TV (1975)
- Le tre capitali, regia di Edmo Fenoglio – film TV (1982)
- Quei trentasei gradini, regia di Luigi Perelli – miniserie TV (1984)
- La piovra 4 – serie TV (1985)
- Onora il padre – film TV (1986)
- Professione vacanze – serie TV (1987)
- Il ricatto, regia di Tonino Valerii, Ruggero Deodato e Vittorio De Sisti – miniserie TV (1989)
- Piazza di Spagna, regia di Florestano Vancini – miniserie TV (1992)
- Quelli della speciale – serie TV (1993)
- La donna del treno, regia di Carlo Lizzani – miniserie TV (1999)

## Doppiatori italiani
- Renato Turi in I cavalieri del diavolo, Le legioni di Cleopatra, La Venere dei pirati, Orazi e Curiazi, La Tigre dei sette mari, L'eroe di Babilonia, Samoa, regina della giungla, La rivincita di Ivanhoe, Il figlio di Aquila Nera
- Arturo Dominici in La belva, Non si sevizia un paperino, Il mio nome è Shanghai Joe, Squadra antigangsters, Assassinio sul Tevere, Delitto a Porta Romana
- Sergio Tedesco in Sansone contro il corsaro nero, Golia alla conquista di Bagdad, Zorro contro Maciste, I quattro moschettieri, Ercole contro Roma
- Mario Bardella in Afrodite, dea dell’amore, Il pirata dello sparviero nero, Ursus gladiatore ribelle
- Nando Gazzolo in Giovanni dalle Bande Nere
- Leonardo Severini in Le pistole non discutono
- Bruno Persa in L'avventuriero della tortuga
- Gualtiero De Angelis in 100.000 dollari per Lassiter
- Marcello Tusco in Number One
- Gino Donato in Quella età maliziosa
- Giorgio Piazza in Mark colpisce ancora[1]
- Gianni Marzocchi in Culastrisce nobile veneziano
- Giacomo Furia in Il carabiniere
- Mico Cundari in I due carabinieri [2]